# لاري بيردسونغ
لاري بيردسونغ (بالإنجليزية: Larry Birdsong)‏ هو مغني أمريكي، ولد في 15 يونيو 1934 في بولاسكي في الولايات المتحدة، وتوفي في 7 أغسطس 1990.

## روابط خارجية
- لاري بيردسونغ على موقع ميوزك برينز (الإنجليزية)
- لاري بيردسونغ على موقع أول ميوزيك (الإنجليزية)
- لاري بيردسونغ على موقع ديسكوغز (الإنجليزية)